# Эведо
Эведо (ум. около 1280 года) — оба (правитель) средневекового бенинского государства Убини (Бенин), правивший приблизительно с 1255 по 1280 годы (по другим данным, около 1370—1400 годов), единственный сын и преемник обы Эхенмихена. Устная традиция бини приписывает Эведо перенос резиденции обы на место нынешнего дворца, введение новых культов и принятие новых законов, реформирование политической и административной системы, учреждение дворцовой бюрократии и расширение территории и влияния Бенинского царства, а также переименование государства из Иле-Ибину в Убини.

## Происхождение
Согласно устной исторической традиции бини (записанной в XIX—XX веках), четвертый оба Бенинского царства Эведо был единственным сыном третьего обы Эхенмихена и, соответственно, внуком первого обы Эвеки I, основателя «Второй династии» правителей Бенина, и племянником второго обы Увакхуахена. Эвека I и его сыновья правили, жили и умерли во дворце, возведённом в районе столицы, где проживали и влиятельные бенинские вожди-выборщики. Придворный бенинский хронист Эни Басими Эвека, занимавшийся фиксацией и анализом устной традиции бини, отмечал, что «три первых оба... были вынуждены мириться с неизбежностью своего положения как primus inter pares, которое оставалось навязанным им ввиду слабости института монархии».

## Правление

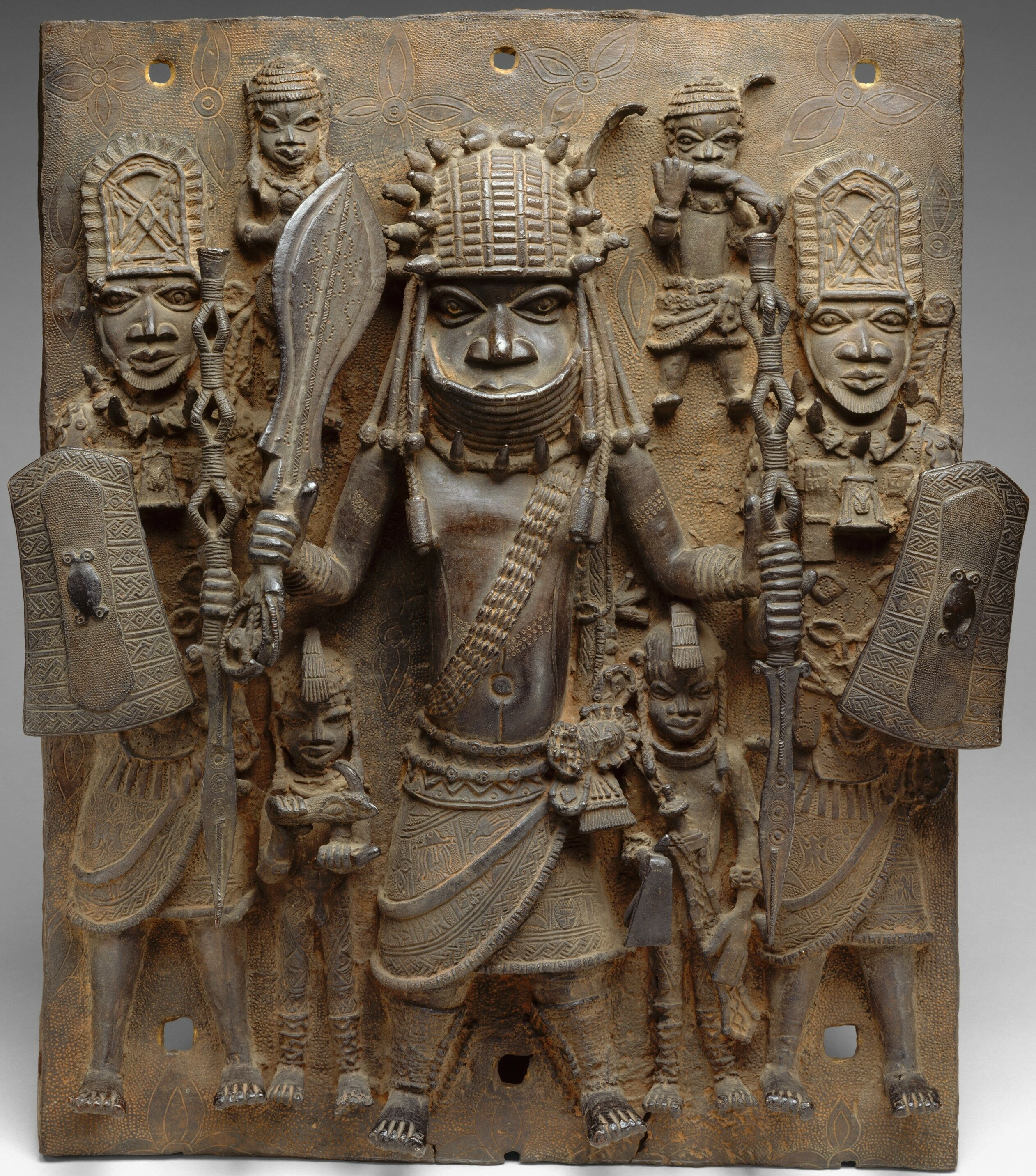
Оба Бенина в боевом облачении. Бенинская бронза, XVI—XVII век. Метрополитен-музей

Согласно устной традиции, записанной придворным бенинским хронистом Джекобом У. Эгхаревба, Эведо вступил на престол около 1255 года после смерти своего отца Эхенмихена. Эведо был недоволен чрезмерным могуществом и богатством вождей узама н’ихинрон (совета вождей-выборщиков правителя Бенина) и, чтобы избавиться от их опеки, решил перенести свою резиденцию из района столицы, где располагались их «родовые гнёзда». Сразу же по окончании церемонии своей коронации Эведо, не поставив в известность членов узама н’ихинрон, перенёс резиденцию верховного правителя Бенина в другую часть города, где начал строительство нового дворца обы. Вожди-выборщики попытались силой заставить Эведо вернуться под их контроль, однако были разбиты верными обе войсками. Сообщения устной традиции о переносе в середине XIII века резиденции обы из района, где проживали члены узама н’ихинрон, подтверждаются результатами археологических раскопок, проводимых в 60-х годах XX века британским археологом Грэмом Конна. Кроме того, традиционный сюжет переноса Эведо своей резиденции и его столкновения с вождями-выборщиками каждый раз разыгрывается при совершении цикла обрядов коронации очередного обы. Военная победа Эведо освободила его от надзора со стороны узама н’ихинрон, чья власть и политическое влияние с тех пор неуклонно пошли на убыль. По словам английского исследователя Перси А. Тэлбота, тем самым «Эведо достиг высшей власти, консолидировал маленькое государство».
Устная традиция, записанная придворными хронистами Эни Басими Эвека и Дж. У. Эгхаревба, повествует, что оба Эведо в самом начале своего правления одновременно с военным противостоянием с узама н’ихинрон столкнулся с восстанием потомков народа эфа, населявшего территорию города Бенин до пришествия туда бини. Мятеж возглавил носитель титула огиамвен (огиамиен), входивший в состав влиятельной группировки вождей узама нибие («младшие узама») и имевший особую привилегию изготавливать экете (круглый трон). Его предок входил в состав правительства Эвиана в период междуцарствия, а сам титул был учреждён уже при Эведо. Воспользовавшись тем, что оба и узама н’ихинрон вступили в открытый конфликт, огиамвен предпринял попытку силой захватить верховную власть и потребовал возвращения обы на родину предков в Ифе, однако был разбит войсками Эведо. С тех пор этот эпизод регулярно разыгрывается в одном из обрядов главного бенинского праздника игуе. 
Другая бенинская легенда гласит, что при первых обах «Второй династии» земля была осквернена и когда Эведо полностью установил контроль над столицей, он был вынужден “купить” права на владение городской землёй, которые принадлежали вождю огиамиену, потомку предыдущего местного правителя. Корни этого предания, вероятно, таятся в том, что собираясь переносить свою резиденцию в другую часть города, Эведо выкупил у огиамвена принадлежавший ему участок земли, на котором затем и построил свой новый дворец. Эта ритульная сделка теперь воспроизводится во время каждой коронации верховного правителя — новый оба символически покупает песок огиамиена, признавая тем самым своё неместное происхождение и подтверждая право автохтонного населения на владение землёй.
Военная победа и проведённые затем реформы Эведо лишили членов узама н’ихинрон не только фактической возможности избирать нового обу, но и права раздавать титулы. После реформ Эведо выборами обы фактически занимались сами члены правящего клана, а «вожди-выборщики» лишь подтверждали их решение, после чего олиха (верховный жрец единого культа предков, глава узама н’ихинрон) проводил церемонию коронации нового обы. Таким образом, избирательные действия членов узама н’ихинрон были низведены до формального ритуала. Британский исследователь А. Ф. Ч. Райдер охарактеризовал эти преобразования Эведо как «государственный переворот». Следуя «синдрому Эвеки I», Эведо не только резко ограничил полномочия узама н’ихинрон, но и в противовес им (а также огиамвену) учредил первый институт всебенинских ненаследственных верховных вождей, который получил название эгхаэвбо н'огбе — «дворцовые вожди». В состав новой коллегии верховных вождей вошли главы родовитых семей Бенина, уступавших по знатности кланам узама н’ихинрон, основанным когда-то главами столичного протогородского вождества. Члены эгхаэвбо н'огбе, владевшие обширными земледельческими хозяйствами, стали получать половину дани, которую они собирали для обы с определённых деревенских общин, долю от взысканных судебных штрафов, от сборов за назначение глав объединений ремесленников. В число 29-ти титулов «дворцовых вождей» Эведо включил учреждённые им титулы увангуе (главный хранитель гардероба обы), ставшего предводителем эгхаэвбо н'огбе, эзекурхе (придворный хронист основных событий в жизни обы), впоследствии ставшего главой церемонии утверждения наследника престола, осодина (блюститель эриэ (гарема) обы), а также огиэфа (вождь эфа), ставший жрецом культов земли и удачи обы, заключённой в его голове, которой поэтому и поклонялись. Носители этих титулов впоследствии сыграли важнейшую роль в политической и культурной истории Бенина. Однако наибольшее значение в дальнейшем приобрел учреждённый Эведо титул ийасе, носитель которого возглавил особый совет при обе и выполнял функции блюстителя наследника престола. Йийасе же отныне жаловал титулы от имени обы.
Лишив членов узама н’ихинрон некоторых атрибутов власти, считавшихся вместилищем их сакральной силы, Эведо изменил и придворный церемониал. Дж. У. Эгхаревба писал: «Он лишил узама н’ихинрон символа государственной власти — меча ада, который несли перед ними во дворце или по улицам, как перед самим оба. Он также обязал всех вождей стоять перед ним рядами, а не сидеть, чтобы можно было легко выделить оба среди вождей. За сохранением этих обычаев с тех пор строго следил каждый оба Бенина». При Эведо было введено немало культов новых божеств, празднеств и церемоний, способствовавших укреплению идеологических основ верховной власти обы. Венцом преобразований Эведо стало переименование страны из Иле-Ибину в Убини.
Согласно устной традиции, оба Эведо принял много новых законов, текст которых не сохранился. Предположительно, новые законы были направлены на укрепление верховной власти обы и устанавливали наказания для нарушителей, о чём свидетельствует одна из записей устной традиции, сделанная Дж. У. Эгхаревба: «Эведо изобрёл хорошие и полезные законы и возвёл тюрьму, в которой содержались преступники» (в 1962 году Грэм Конна проводил раскопки на месте «тюрьмы Эведо», функционировавшей до 1897 года и, по преданию, названной в честь основавшего её обы). Одним из нововведений Эведо было обложение населения дополнительными налогами на содержание обы. Наряду с этим, политика Эведо способствовала экономическому росту Бенина: при нём в столице было открыто несколько новых рынков, один из которых на века стал самым крупным в стране и назывался «рынком обы»; это рынок был устроен рядом с дворцом, а контроль за его работой осуществляли специальные титулованные вожди. Рост внутреннего обмена продолжался и при преемниках Эведо.
Устная традиция сохранила память об активной завоевательной политике Эведо, причём при нём были усовершенствованы как оружие бини, прежде всего, луки и мечи, так и методы ведения войны. Несколько продолжительных военных походов в населенный народом игбо район Ика-Ибо на западном берегу реки Нигер в период правления Эведо совершил его старший сын Обуобо.

## Наследники
Устная традиция утверждает, что в день смерти Эведо его старший сын Обуобо находился в одном из длительных походов в район Ика-Ибо и никто не знал как с ним связаться. По этой причине на престол обы возвели его младшего брата Огуола. Когда Обуобо всё же вернулся в столицу, ему предложили титул оногие (верховного вождя) расположенного неподалеку поселения Авбиама, на что Обуобо якобы сразу согласился. Не исключено, однако, что Обуобо стал жертвой тайной дворцовой интриги части членов правящего дома и какой то из группировок вождей, которые могли рассчитывать на получение от Огуолы неких преимуществ для себя. Видимо, отсутствие Обуобо в столице пришлось очень кстати для тех, кто хотел видеть на престоле не его, а Огуолу. Когда же Обуобо вернулся в Бенин, он оказался в сложной ситуации — с одной стороны, принцип первородства при наследовании престола обы ещё не был официально закреплён, с другой стороны, его брат уже был коронован и в глазах подданных являлся законным верховным правителем. Вероятно, вождям и членам правящего дома удалось уговорить Обуобо согласиться на титул оногие Авбиама и не затевать междоусобную борьбу за верховную власть.